# Anydrophila
Anydrophila é um gênero de traça pertencente à família Arctiidae.